# Astérix et la Potion magique (jeu vidéo)
 (octobre 2018).
Si vous disposez d'ouvrages ou d'articles de référence ou si vous connaissez des sites web de qualité traitant du thème abordé ici, merci de compléter l'article en donnant les références utiles à sa vérifiabilité et en les liant à la section « Notes et références ».
Astérix et la Potion magique est un jeu vidéo d'aventure développé par Coktel Vision et publié par Vifi Nathan, sorti en 1986 sur Amstrad CPC 464, PC 1512, Thomson TO7, MO5 et DOS. Il est adapté de l'album de bande dessinée Astérix le Gaulois, premier tome de la série Astérix,,.

## Scénario
Le jeu reprend le scénario du premier album, Astérix le Gaulois de 1959. Panoramix s'est fait enlever par les Romains. Ces derniers souhaitant obtenir du druide la recette de la fameuse potion magique, Panoramix décide de leur donner une leçon en concoctant une potion capillaire.

## Système de jeu
L'objectif du joueur est de récupérer les ingrédients nécessaires à la fabrication de la potion capillaire à savoir des fraises, une branche de gui, de la cervoise, un chaudron et une bûche.
Le joueur peut faire appel à Obélix pour ouvrir les portes ou combattre les ennemis (à condition d'avoir des sangliers en réserve). Il peut également incarner Assurancetourix le barde pour se débarrasser de certains ennemis (à condition d'être en possession de sa lyre).
La vie est représentée sous la forme de casques qui diminuent automatiquement au fil de la partie ou si le joueur prend un coup. Il s'agit donc d'une véritable course contre-la-montre. La capacité à frapper est représentée sous la forme de gourdes de potion magique. Frapper un romain ou un sanglier revient à consommer une gourde. 
L'item représentant un bouclier mauve immunise contre les flèches. Celui représentant une serpe d'or est essentiel pour obtenir la branche de gui. Celui représentant Idéfix permet de démasquer les faux villageois qui étaient en fait des romains déguisés. Cela permet de les frapper pour dégager le passage.  

## Notice et objets à collectionner
La notice du jeu comporte une petite bande-dessinée intitulée En 50 avant J.C, elle est republiée en 2003 dans l'album Astérix et la Rentrée gauloise. Il y avait également une gamme de quatre mini-puzzles à collectionner offerts avec le jeu.

## Sources
1. ↑  TILT - n°40 - mars 1987 - p.26
2. ↑  Megahertz Magazine n°64 Juin 1988, p.74
3. ↑  Arcades Hebdo n°8 - p.117 (Mai 1988).
4. ↑  (en) « Asterix et la potion magique (1986) », sur Asterix & Obelix Games Wiki (consulté le 24 août 2023)